# Choi Daniel
Choi Daniel (hangul: 최다니엘, RR: Choe Daniel) es un actor y presentador surcoreano.

## Biografía
Estudió en las escuelas "Sinarm Primary School", "Shinam Middle School" y "Gwangmun High School".
Más tarde entró a la Universidad Chungwoon en Hongseong County, Corea del Sur.
En octubre del 2015 se enlistó para cumplir con su servicio militar obligatorio, el cual finalizó en septiembre del 2017.

## Carrera
Es miembro de la agencia "J-Wide Company". Previamente fue parte de la agencia "Awana".
Ha aparecido en sesiones fotográficas para "ELLE Magazine", "Sure Magazine", "Allure", "VOGUE Korea", "Céci Magazine", entre otros...
En octubre del 2008 se unió al elenco de la serie Worlds Within donde dio vida a Yang Soo-kyung, un asistente de director.
En marzo del 2009 se unió al elenco principal de la serie Good Job, Good Job donde interpretó a Lee Eun-hyuk. En septiembre del mismo año se unió al elenco principal de la serie High Kick Through The Roof donde dio vida al cálido, encantador y divertido Lee Ji-hoon, un residente quirúrgico y el hermano de Lee Hyun-kyung (Oh Hyun-kyung), hasta el final de la serie el 19 de marzo del 2010. En el 2011 volvió a interpretar a Ji-hoon durante un episodio de la serie High Kick: Revenge of the Short Legged.
En mayo del 2011 se unió al elenco principal de la serie Baby Faced Beauty donde interpretó al director de marketing Choi Jin-wook, hasta el final de la serie el 5 de julio del mismo año.El 2 de septiembre del mismo año se unió al elenco principal de la serie The Musical donde dio vida a Hong Jae-yi, un hombre que en el pasado había sido uno de los mejores compositores de Corea pero que luego de que su novia rompiera con él decide abandonar el teatro musical y el país, sin embargo cuando conoce a la estudiante de medicina Go Eun-bi, decide ayudarla a conseguir su sueño de convertirse en actriz de teatro musical, hasta el final de la serie el 23 de diciembre del 2011.
En 2012 apareció como invitado en la serie Phantom donde dio vida a Park Gi-young, "Hades".
En el 2013 apareció en el especial Waiting for Love donde interpretó a Cha Ki-dae. El 28 de noviembre del mismo año se unió al elenco de la película 11 A.M. donde dio vida a Ji-wan, un físico racional que pone más confianza en las personas que en la tecnología.En diciembre del mismo año se unió al elenco principal de la serie School 2013 donde dio vida al profesor Kang Se-chan, hasta el final de la serie el del 2013.
En 2014 se unió al elenco principal de la serie Big Man donde interpretó a Kang Dong-seok, un hombre de negocios astuto y de doble cara que no duda en hacer todo lo posible para sobrevivir en los negocios, hasta el final de la serie en junio del mismo año. El actor Nam Da-reum interpretó a Dong-seok de joven.
El 14 de mayo del 2015 se unió al elenco de la película The Chronicles of Evil donde interpretó a Kim Jin-gyu.El 27 de agosto del mismo año se unió al elenco de la película Untouchable Lawmen donde dio vida al detective Jo Yoo-min.Ese mismo año realizó una aparición especial en la serie Heart to Heart donde interpretó al dueño de la pastelería.
El 4 de diciembre del 2017 se unió al elenco de la serie surcoreana Jugglers donde interpretó a Nam Chi-won, el director de la compañía "YB Company", un hombre que no demuestra interés en los demás, rechaza sus intereses y no le interesa desarrollar relaciones hasta que conoce a su nueva secretaria Jwa Yoon-yi (Baek Jin-hee), hasta el 23 de enero del 2018.

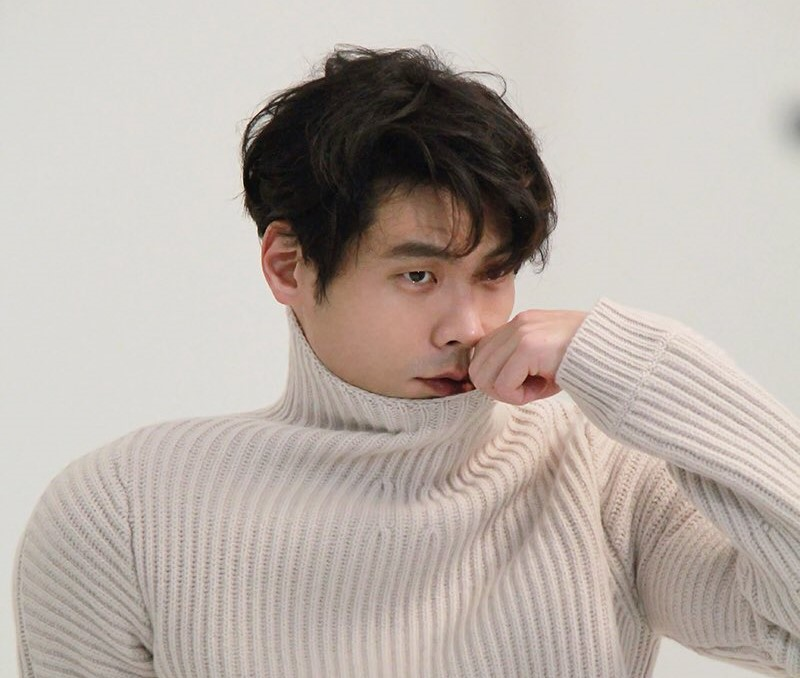
Choi Daniel en el 2017.

En agosto del 2018 se unió al elenco principal de la serie The Ghost Detective donde dio vida al detective privado Lee Da-il, un ex-sargento de la armada que atrapa fantasmas y que trata de resolver el caso de la extraña muerte de su hermano menor con la ayuda de su asistente Jung Yeo-wool.
En abril del 2019 realizó una aparición especial en un episodio de la serie My Fellow Citizens!, donde interpretó a un recién casado junto a Baek Jin-hee, que van a firmar un contrato por su apartamento, pero que terminan enfrentándose a los estafadores Yang Jung-guk (Choi Si-won) y Yang Si-cheol (Woo Hyun).
En 2022 se unirá al elenco principal de la serie Fly, Butterfly (también conocida como "Fly High Butterfly") donde dará vida a Kwang-soo.En abril del mismo año se confirmó que se uniría al elenco de la serie de la SBS, Today's Webtoon, donde interpretará a Seok Ji-hyung, un editor adjunto impredecible con una cara de póquer ilegible que se convierte en un mentor confiable para On Ma-eum. El drama es un remake de la serie japonesa Sleepeeer Hit!.

## Filmografía

### Series de televisión
| Año     | Título                                 | Personaje              | Notas                       | Ref.          |
| ------- | -------------------------------------- | ---------------------- | --------------------------- | ------------- |
| 2000    | School Stories                         | -                      |                             |               |
| 2005    | Golden Apple                           | -                      |                             |               |
| 2008    | Worlds Within                          | Yang Soo-kyung         | 16 episodios                |               |
| 2008    | General Hospital 2                     | -                      |                             |               |
| 2009    | Good Job, Good Job                     | Lee Eun-hyeok          | 40 episodios                |               |
| 2009-10 | High Kick Through The Roof             | Dr. Lee Ji-hoon        | 126 episodios               |               |
| 2010    | Once Upon a Time in Saengchori         | -                      | Cameo                       |               |
| 2011    | Baby Faced Beauty                      | Choi Jin-Wook          | 20 episodios                |               |
| 2011    | The Musical                            | Hong Jae-Yi            | 15 episodios                |               |
| 2011    | High Kick: Revenge of the Short Legged | Lee Ji-hoon            | Cameo, ep. 95               |               |
| 2012    | Ji Woon-soo's Stroke of Luck           | Kim Daniel             | Cameo                       |               |
| 2012    | Phantom                                | Park Gi-young / Hades  | 3 episodios                 |               |
| 2013    | School 2013                            | Kang Se-chan           | 11 episodios                |               |
| 2013    | Drama Special - "Waiting for Love"     | Cha Ki-dae             |                             |               |
| 2014    | Big Man                                | Kang Dong-seok         | 16 episodios                |               |
| 2015    | Heart to Heart                         | Dueño de la Pastelería |                             |               |
| 2017-18 | Jugglers                               | Nam Chi-won            | 16 episodios                |               |
| 2018    | The Ghost Detective                    | Det. Lee Da-il         | 32 episodios                |               |
| 2019    | My Fellow Citizens!                    | Recién Casado          | Aparición especial, ep. 14  |               |
| 2020    | It's Okay to Not Be Okay               | CEO. Choi Daniel       | Aparición especial, ep. 8   | [ 35 ]        |
| 2022    | Fly, Butterfly                         | Kwang-soo              |                             |               |
| 2022    | Today's Webtoon                        | Seok Ji-hyung          |                             | [ 36 ]        |
| 2023    | La chica enmascarada                   |                        | Serie web                   | [ 37 ]        |
| 2024    | El amor vuelve a casa                  | Kwon Oh-hyeon          | Aparición especial, ep. 1-2 | [ 38 ] [ 39 ] |

### Películas
| Año  | Título                 | Personaje                   | Notas                                                                            |
| ---- | ---------------------- | --------------------------- | -------------------------------------------------------------------------------- |
| 2009 | Yoga                   | Dong-hoon                   | junto a Eugene, Cha Soo-yeon, Jo Eun-ji, Hwang Seung-eon y Park Han-byul         |
| 2010 | Villain and Widow      | -                           | junto a Han Suk-kyu, Kim Hye-soo, Park Ji-bin, Kim Ki-chun y Lee Jang-woo        |
| 2010 | Cyrano Agency          | Lee Sang-yong               | junto a Uhm Tae-woong, Park Shin-hye, Park Chul-min y Lee Min-jung               |
| 2011 | Age of Milk            | -                           |                                                                                  |
| 2012 | The Traffickers        | Sang-ho                     | junto a Im Chang-jung, Oh Dal-su, Jo Yoon-hee y Oh Sang-jin                      |
| 2012 | The Peach Tree         | -                           | junto a Cho Seung-woo, Ryu Deok-hwan, Nam Sang-mi y Choi Il-hwa                  |
| 2013 | 11 A.M.                | Ji-wan                      | junto a Jung Jae-young, Kim Ok-bin, Lee Dae-yeon, Park Chul-min y Oh Kwang-rok   |
| 2014 | The Con Artists        | Dueño de la Galería de Arte | junto a Kim Woo-bin, Lee Hyun-woo, Kim Yeong-cheol, Ko Chang-seok y Oh Kwang-rok |
| 2015 | The Chronicles of Evil | Kim Jin-gyu                 | junto a Son Hyun-joo, Ma Dong-seok y Park Seo-joon                               |
| 2015 | Untouchable Lawmen     | Det. Jo Yoo-min             | junto a Im Chang-jung y Lim Eun-kyung                                            |

### Apariciones en programas
| Año  | Título                       | Notas    |
| ---- | ---------------------------- | -------- |
| 2014 | Happy Together 3             | invitado |
| -    | Entertainment Relay          | invitado |
| -    | Baek Ji-yeon’s People Inside | invitado |

### Radio
| Año         | Título    | Cadena          | Notas |
| ----------- | --------- | --------------- | ----- |
| 2011 - 2013 | News Plus | KBS World Radio |       |
| 2013        | Pops Pops | KBS 2FM         |       |

### Apariciones en videos musicales
| Año  | Artista / Grupo | Canción         | Notas                |
| ---- | --------------- | --------------- | -------------------- |
| 2004 | Sung Hyun-ah    | "Turn It Up"    |                      |
| 2010 | Brown Eyed Soul | "Love Ballad"   |                      |
| 2013 | Im Chang-jung   | "Open The Door" | [ 40 ]               |
| 2014 | Wax             | "Coin Laundry"  | junto a Son Soo-hyun |

### Director de fotografía
| Año  | Título           | Notas                              |
| ---- | ---------------- | ---------------------------------- |
| 2012 | The Extortionist | corto (también operador de cámara) |

### Anuncios
| Año  | Título                      | Notas |
| ---- | --------------------------- | ----- |
| 2003 | Lotte Pepero                |       |
| 2005 | Everland                    |       |
| 2007 | McDonald's - Triangular Pie |       |
| 2007 | Ohttugi Snacks              |       |
| 2007 | Naver - The World Grows     |       |
| 2008 | SK Telecom                  |       |
| 2010 | Caffe Bene                  |       |

## Discografía
| Año  | Artistas                    | Canción                 | Notas                    |
| ---- | --------------------------- | ----------------------- | ------------------------ |
| 2012 | Choi Daniel y Uhm Tae-woong | I Went To Chung Gye San | OST de Cyrano Agency OST |

## Premios y nominaciones
| Año  | Premio                                       | Categoría                                          | Series / Películas             | Resultado |
| ---- | -------------------------------------------- | -------------------------------------------------- | ------------------------------ | --------- |
| 2009 | MBC Entertainment Award                      | Best New Actor in a Sitcom/Comedy                  | High Kick Through The Roof     | Ganó      |
| 2010 | Baek Sang Art Award                          | Best New Actor                                     | High Kick Through The Roof     | Nominado  |
| 2010 | Baek Sang Art Award                          | Most Popular Actor                                 | High Kick Through The Roof     | Nominado  |
| 2010 | Grand Bell Award                             | Best New Actor                                     | Cyrano Agency                  | Nominado  |
| 2011 | Baek Sang Art Award                          | Best New Actor                                     | Cyrano Agency                  | Nominado  |
| 2011 | Puchon International Fantastic Film Festival | Fantasia Award                                     | High Kick Through The Roof     | Ganó      |
| 2011 | KBS Drama Award                              | Excellence Award, Actor in a Miniseries            | Baby Faced Beauty              | Ganó      |
| 2012 | Grand Bell Award                             | Best New Actor                                     | The Traffickers                | Nominado  |
| 2012 | KBS Drama Award                              | Popularity Award, Actor                            | School 2013                    | Nominado  |
| 2012 | KBS Drama Award                              | Excellence Award, Actor in a Miniseries            | School 2013                    | Nominado  |
| 2013 | KBS Drama Award                              | Excellence Award, Actor in a One-act Drama/Special | Waiting for Love               | Ganó      |
| 2014 | KBS Drama Award                              | Excellence Award, Actor in a Miniseries            | Big Man                        | Nominado  |
| 2018 | KBS Drama Award                              | Best Couple (junto a Baek Jin-hee)                 | Jugglers                       | Ganaron   |
| 2018 | KBS Drama Award                              | Excellence (Miniseries)                            | Jugglers y The Ghost Detective | Ganó      |